# Коженкова Клавдія Ігнатівна
Клавдія Ігнатівна Коженкова (22 березня 1949, Зарасай) — радянська гребчиха, срібний призер Олімпійських ігор 1976 в класі жіночих вісімок.

## Життєпис
На Олімпійських іграх 1976 в Монреалі радянська жіноча вісімка (Талалаєва, Рощина, Коженкова, Зубко, Колкова, Тараканова, Розгін, Гузенко, рульова Ольга Пуговська ) посіли друге місце.